# Зеленогорское (Тверская область)
Зеленогорское — деревня в Андреапольском муниципальном округе Тверской области.

## География
Находится в западной части Тверской области на расстоянии приблизительно 16 км на запад-юго-запад по прямой от города Андреаполь.

## История
Показана на карте 1980 года. До 2019 года входила в Андреапольское сельское поселение Андреапольского района до их упразднения.

## Население
Численность населения: 31 человек (русские 97 %) 2002 году, 11 в 2010.